# Trayvon Bromell
Trayvon Jaquez Bromell (* 10. července 1995 Saint Petersburg) je americký atlet, sprinter, halový mistr světa v běhu na 60 metrů z roku 2016.

## Sportovní kariéra
Na juniorském světovém šampionátu v roce 2014 získal stříbrnou medaili v běhu na 100 metrů a byl členem vítězné štafety USA na 4 x 100 metrů. V tomto roce také vytvořil světový juniorský rekord na 100 metrů časem 9,94 s. Na mistrovství světa v roce 2015 v Pekingu skončil třetí ve finále běhu na 100 metrů. V březnu 2016 se stal v Portlandu halovým mistrem světa v běhu na 60 metrů. Ve stejné sezóně doběhl osmý v olympijském finále v běhu na 100 metrů. V roce 2022 se stal celkovým vítězem Diamantové ligy v běhu na 100 m.

## Osobní rekordy

#### Venku
- běh na 100 metrů – 9,76 s – 18. září 2021, Nairobi
- běh na 200 metrů – 20,03 s – 10. červen 2015, Eugene

#### Hala
- běh na 60 metrů – 6,42 s – 10. únor 2023, Clemson
- běh na 200 metrů – 20,19 s – 14. březen 2015, Fayetteville